# Guido P. Lombardi

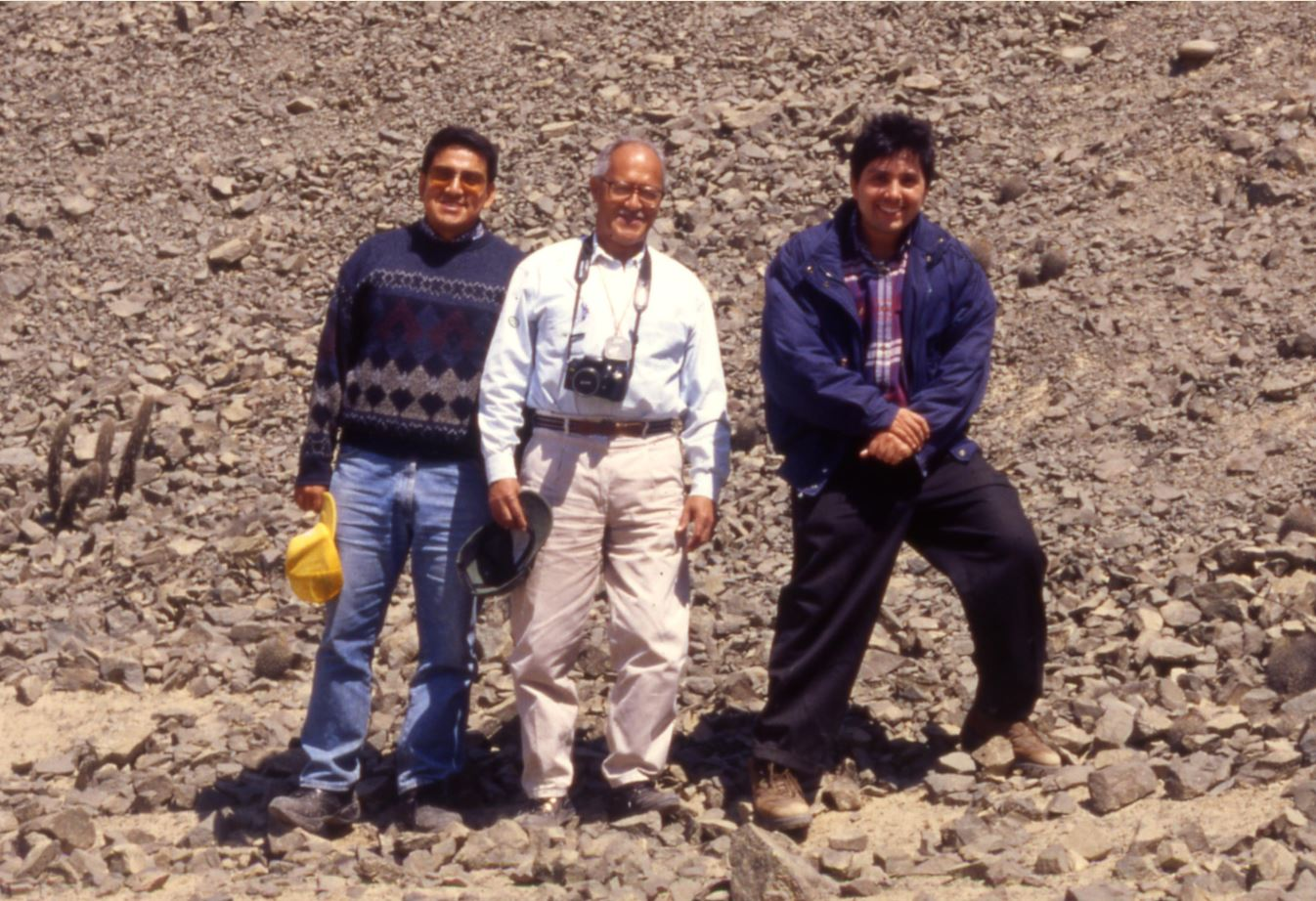
Guillermo Pino (derecha) junto a Carlos Ostolaza (centro) y Guido Lombardi (izquierda) en 1999

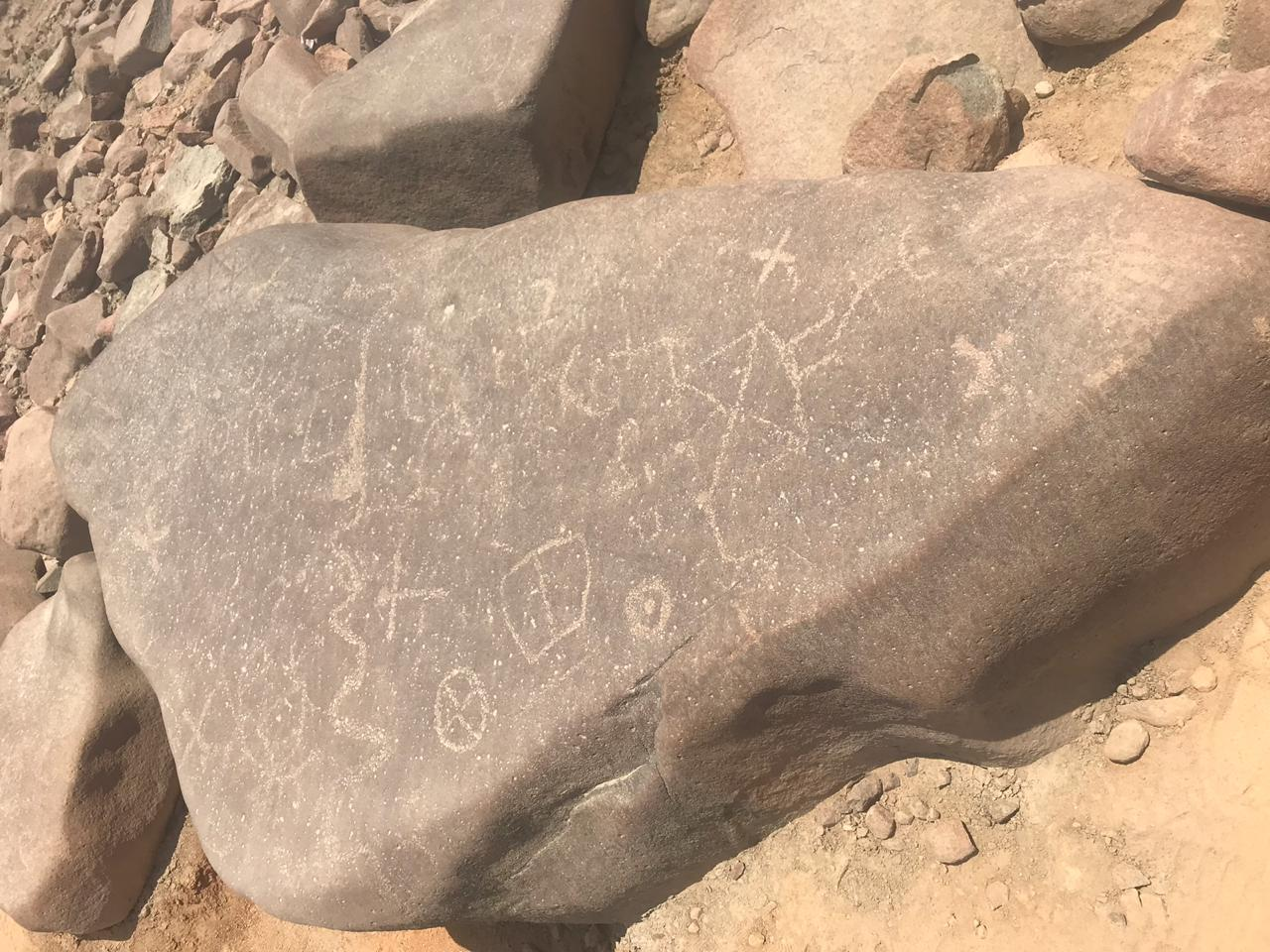
Petroglifos de Huaycán

Guido Paolo Lombardi Almonacín (Lima, 1966) médico y antropólogo físico peruano. Descubrió el sitio arqueológico Petroglifos de Huaycán, la variedad de planta con flores Peperomia dolabriformis var. lombardii descrita por Guillermo Pino y es fundador de las Charlas Culturales de Huaycán. Es investigador asociado a la Cátedra Pedro Weiss y profesor de la Universidad Peruana Cayetano Heredia. Su tesis, “Detección de Mycobacterium tuberculosis en una momia de la cultura Nasca con mal de Pott”, le hizo merecedor del Premio Anual de Medicina 1993.
Realizó con el asesoramiento del Dr. Uriel García Cáceres en el Departamento de Antropología Física del Museo Nacional de Arqueología, Antropología e Historia del Perú, investigaciones en el uso de la tomografía, rehidratación de tejidos momificados y análisis de isótopos estables en hueso, aplicados a restos humanos antiguos. A sugerencia del Dr. Duccio Bonavia, estudió Antropología Física en la Universidad Tulane. Entre sus publicaciones, la más citada es “Aterosclerosis a través de 4.000 años de Historia Humana” (The Lancet, 2013), coautorado con el Grupo Horus. Ha sido ponente en 10 congresos mundiales de estudios en momias.
En septiembre de 2023, Jaime Maussan y Ricardo Quebrada presentaron dos presuntos «cadáveres extraterrestres» momificados ante el Congreso de México. Sin embargo, Guido Lombardi declaró que las supuestas momias pequeñas son estructuras que han sido armadas.

## Publicaciones

### Artículos académicos
Nota: Esta es una lista de algunos trabajos científicos del investigador; para revisar el listado completo revise el perfil del investigador en ResearchGate.
- Lombardi, G., Buitron, Valladolid 2023. The Handling of the Remains of the Ancestors in Peru.[28]
- Lombardi, G. 2016. Mummies and Teaching: Where do we Stand?.[29] doi 10.15406/frcij.2016.02.00072
- Lombardi, G., Wann, S., Ojeda, B. 2015. The Tres Ventanas Mummies of Peru.[30] The Anatomical Record Advances in Integrative Anatomy and Evolutionary Biology 298(6):1026-35. doi 10.1002/ar.23137
- Lombardi, G., Thomas, G., Allam, A. 2015. Response to: Low 25-Hydroxyvitamin D Concentrations May Explain Atherosclerosis in Ancient and Modern Humans.[31] doi 10.1016/j.gheart.2014.12.014
- Lombardi, G., Cox, S., Sutherland, L. 2014. Funerary Artifacts, Social Status, and Atherosclerosis in Ancient Peruvian Mummy Bundles.[32] Global Heart 9(2):219–228. doi 10.1016/j.gheart.2014.04.004

## Honores
- Miembro de la Sociedad Colombiana de Historia de la Medicina.
- Presidente y Director de Investigación y Desarrollo Científico del Patronato del Patrimonio de la Salud en el Perú
- Vicepresidente del 9° Congreso Mundial de Estudios de Momias, en Lima, 2016.[33][34]

### Epónimos
- Peperomia dolabriformis var. lombardii Pino[3][4]